# Colmar de Chin
La Colmart de Chin est une variété de poire.

## Origine
Obtenue en 1835, par Norbert Bouzin, doyen de Ramegnies-Chin près de Tournai, Belgique, Hainaut, elle est dégustée avec Van Mons le 16 décembre 1838.

## Arbre
- Vigueur fertilité : assez vigoureux, pyramidal, à rameaux clairs, élancés.
- Scions : droits, flexueux, à peau rousse, cendrée.
- Bourgeons : gros, velus, ovales, étalés, séparés du scion.
- Boutons à fruits : gros, ovales, velus[1].

### Feuilles
Ovales, lancéolées, aplaties, crénelées, longuement pétiolées. 

### Fleurs
Garnies de pétales ovales, les fleurs sont tout à fait ordinaires.

### Fruit
- La peau du fruit est verte, jaunissant à la maturité, picotée et un peu lavée de roux[1].

## Productivité

### Forme et calibre
- Pédoncule robuste, assez long, terminal, parfois entouré d'un collier.
- Calice affleurant, ouvert avec des sépales dressés.

### Chair
- Fondante, très-juteuse, sucrée, la chair se révèle très agréable.

### Date de récolte
- Maturité : décembre.

### Époque naturelle de consommation
Décembre.

## Observations
Culture en pyramide et espalier.